# Alfred-Odilon Comtois
Alfred-Odilon Comtois (Trois-Rivières, 5 de março de 1876 - 26 de agosto de 1945) foi um religioso canadense, bispo de Trois-Rivières.
Comtois foi ordenado padre em 25 de setembro de 1898, através de Dom François-Xavier Cloutier, Bispo de Trois-Rivières, sendo apontado em 26 de fevereiro de 1926 como bispo-auxiliar para Trois-Rivières, com o título de bispo-titular de Barca. 
Foi ordenado em 28 de julho de 1926, aos cinquenta anos, tendo o Bispo François-Xavier Cloutier como principal consagrante, assistido pelos bispos François-Xavier Ross e Alphonse Emmanuel Deschamps. Comtois tornou-se bispo da Diocese de Trois-Rivières em 24 de dezembro de 1934, sucedendo o bispo Cloutier, posição que ocupou até sua morte.